# Storia della letteratura latina (14 - 68)
Con letteratura latina del periodo 14 - 68 si intende un periodo della storia della letteratura latina il cui inizio è convenzionalmente fissato con la morte del primo imperatore romano, Ottaviano Augusto, e che include quello governato dalla dinastia giulio-claudia, da Tiberio a Nerone, fino all'inizio della guerra civile romana degli anni 68-69. Faceva parte del cosiddetto periodo argenteo, chiamato anche imperiale.

## Contesto storico e caratteristiche letterarie
Ottaviano Augusto aveva dato inizio al suo principato, celebrato dai letterati del suo tempo, come pacificatore e protettore della libertà, compresa quella che ispirò la letteratura del periodo. Negli ultimi anni del suo regno, al contrario, questa libertà divenne sempre meno evidente e cominciarono ad esserci delle vere e proprie limitazioni al pensiero di molti autori. Un esempio su tutti fu l'esilio di Publio Ovidio Nasone.
Ad Augusto successero altri quattro principi della cosiddetta dinastia giulio-claudia, che dopo di lui governarono l'impero dal 14 d.C. al 68 d.C., quando l'ultimo della linea, Nerone, si suicidò, si dice, aiutato da un liberto. Tale dinastia venne così chiamata dal nomen (il nome di famiglia) dei primi due imperatori: Gaio Giulio Cesare Ottaviano (l'imperatore Augusto), adottato da Cesare e dunque membro della famiglia Giulia (gens Giulia) e Tiberio Claudio Nerone (l'imperatore Tiberio figlio di primo letto di Livia, moglie di Augusto), appartenente per nascita alla famiglia Claudia (gens Claudia). Gli imperatori della dinastia furono: Augusto (27 a.C. – 14), Tiberio (14 – 37), Caligola (37 – 41), Claudio (41 – 54) e Nerone (54 – 68).
In questo periodo i rapporti tra letterati e imperatori non sempre furono ottimi. Basti pensare alla vita del filosofo stoico Seneca che non ebbe mai buoni rapporti con gli Imperatori (Caligola lo voleva uccidere, Claudio lo esiliò (e Seneca si vendicò prendendosi gioco di lui nella satira Apokolokyntosis) e Nerone (che era stato pure suo allievo) lo condannò a morte per aver congiurato contro di lui) oppure all'età di Domiziano.

## Lingua
Il latino volgare include tutte le forme tipiche della lingua parlata che, quindi, proprio per tale natura erano più facilmente influenzabili da cambiamenti linguistici e da influssi derivati da altre lingue. La lingua latina sviluppatasi, cresciuta e diffusasi con Roma e la sua statalità nell'Impero, era divenuta col tempo la lingua di una minoranza elitaria, del ceto amministrativo mercantile e dei letterati, ben lontana dalla lingua parlata quotidianamente da tutte le genti a tutti i livelli sociali.
Diverse, infatti, erano le lingue dei popoli o volgo che restavano radicate a lingue o parlate preesistenti al latino e più o meno influenzate dalla lingua di Roma. Quindi la lingua latina, benché si fosse diffusa in tutto il territorio occupato da Roma subendo, e imponendo a sua volta, influenze secondo i territori, risultava essere più una lingua franca e, per certe genti, una lingua modello da imitare, un esempio di lingua culturalmente elevata. In Oriente, quindi, la presenza di una cultura greca molto forte fu ostacolo al radicarsi del latino, mentre in territori come la Gallia, la Dacia e l'Iberia la lingua latina influenzò significativamente le parlate locali.
Una distinzione tra latino letterario e latino volgare non è applicabile ai primi tre secoli di storia romana, quando le necessità della vita avevano forgiato una lingua non del tutto formalizzata dal punto di vista grammaticale. Si può infatti dire che i documenti latini più antichi riflettono molto da vicino o corrispondono del tutto alla lingua parlata all'epoca in cui furono redatti. Le prime opere letterarie in latino compaiono nella seconda metà del III secolo a.C. e riflettono un'importante evoluzione, effettiva sia sul piano lessicale sia sul piano grammaticale, che corrisponde all'espandersi dell'influenza di Roma.
I popoli vinti dai Romani appresero la lingua dei dominatori e questa si sovrappose alle parlate locali. Inversamente, il latino accolse elementi dialettali, italici e non, configurandosi come "latino volgare": la lingua parlata si contrappone così alla lingua scritta, depurata da forestierismi o da elementi dialettali, formalizzata sintatticamente e grammaticalmente, fornita di un lessico controllato.
Con sermo provincialis ("lingua degli abitanti delle province"), o anche sermo militaris ("gergo militare"), sermo vulgaris ("lingua volgare, del volgo") o sermo rusticus ("lingua rustica, campagnola, illetterata"), si indica comunemente il modo di riferirsi dei dotti latini alle parlate delle Province romane fino al II secolo d.C. Nelle Province, infatti, non si parlava il latino classico, ma un latino, differente da zona a zona, che aveva subito gli influssi particolari della regione in cui era stato importato. Tali modifiche agivano sia a livello fonetico (ad esempio, nelle aree in cui, prima dell'arrivo del latino, erano utilizzate lingue celtiche, era rimasta, anche una volta adottata la lingua di Roma, la presenza della U "turbata", ossia pronunciata come nel francese moderno o in alcune aree del Nord-Italia) che lessicale (per esempio, nelle parlate volgari si tende a servirsi di metafore concrete piuttosto che di vocaboli neutri: si usa testa, ossia "vaso di coccio a forma di testa umana", al posto del latino caput), ed erano sostanzialmente dovute al sostrato, appunto lo strato linguistico precedente al latino.

## Produzione

### Epica

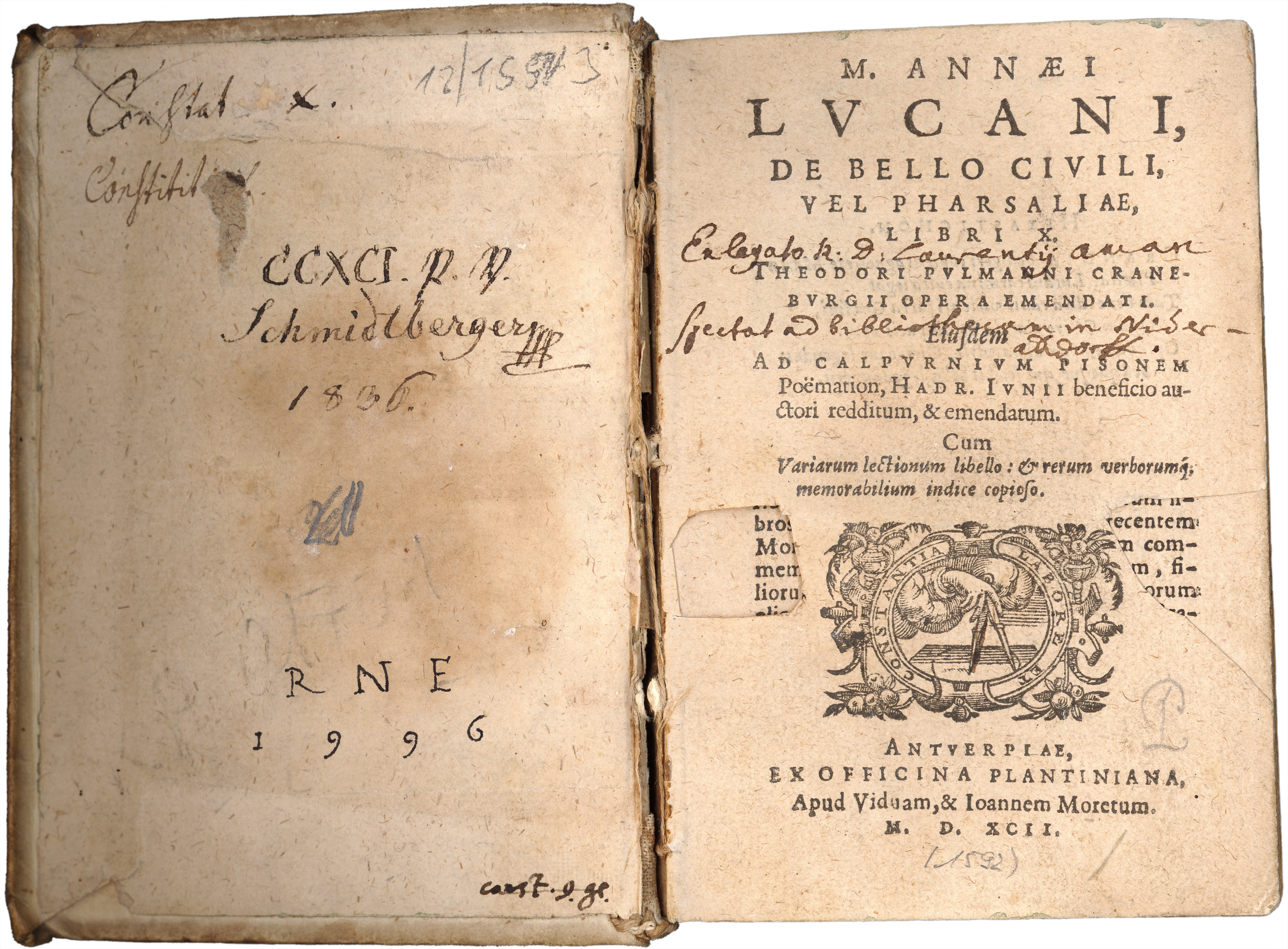
Un'edizione dell'opera di Marco Anneo Lucano, Pharsalia del 1592

Notevole fortuna ebbe l'epica all'età di Nerone. Lo stesso imperatore coltivò il filone eroico delle Troica, poema (non conservato) sulle vicende troiane. Il filone storico ebbe invece uno sviluppo importante e innovativo ad opera di Lucano. Egli tratta nel suo Bellum Civile la guerra tra Cesare e Pompeo eliminando l'apparato mitologico (interventi divini, concili degli Dei, ecc.) che solitamente sorreggeva l'apparato epico. Contemporaneamente tende a deformare il tessuto narrativo dell'epos a favore di modi enfaticamente drammatici e teatralmente patetici: mira quindi a trasformare dall'interno e a superare l'epopea tradizionale. Grande fu la considerazione che Dante ebbe per Lucano. Nell'Inferno (IV) egli lo pose tra i cinque sommi poeti che lo precedettero ("sì ch'io fui sesto tra cotanto senno"): Virgilio, Omero, Orazio, Ovidio e, appunto, Lucano.
Più in linea con la tradizione e forse polemico nei confronti della maniera lucanea è il poemetto dallo stesso titolo, Bellum Civile, inserito nel Satyricon di Petronio.
Nel campo della poesia didascalica il principato neroniano registra il curioso tentativo di Columella, che scrivendo in prosa un trattato di agricoltura intitolato De re rustica inserisce un libro in esametri, il De arboribus, sull'orticultura, ad imitazione e completamento delle Georgiche di Virgilio.

### Favolistica
Il primo favolista latino, fu Fedro (15 a.C. circa-50 d.C.). Rappresentò una voce isolata della letteratura latina, rivestendo un ruolo poetico subalterno in quanto la favola non era considerata (analogamente ad oggi) un genere letterario "alto" anche se possedeva un carattere pedagogico e un fine morale. Fedro riconosce la propria dipendenza dall'opera di Esopo, dando tuttavia alle sue favole maggiore dignità letteraria, riscrivendole in versi senari. Le favole di Fedro hanno un doppio scopo: divertire il lettore, con scene di carattere comico, ma di suggerire anche "saggi consigli" per vivere. Il genere favolistico era infatti costituito da linguaggio semplice, dotato di metafore facilmente comprensibili, un principio di verità o un insegnamento morale, ossia un insegnamento relativo a un principio etico o un comportamento, che spesso è formulato esplicitamente alla fine della narrazione (anche in forma di proverbio). Anche l'utilizzazione, a questo scopo, di racconti i cui protagonisti siano animali, attribuendo loro peculiarità morali e caratteristiche comportamentali, risponderebbe alla necessità di esemplificare e rendere immediatamente assimilabile il messaggio contenuto nel racconto.

### Filosofia e politica

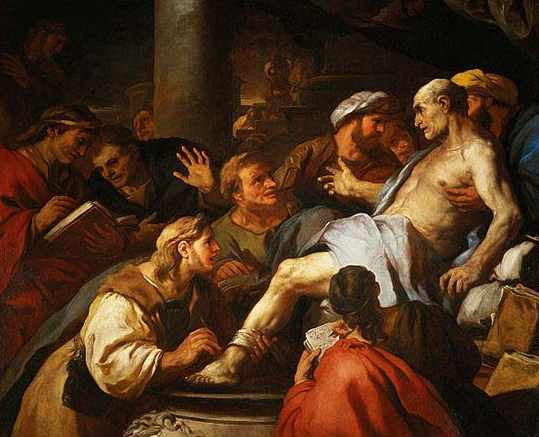
Morte di Seneca (del 1684, olio su tela di Luca Giordano, 155 x 188, Parigi, Museo del Louvre

Con l'avvento del principato e la conseguente crisi del senato, la filosofia si distacca sempre più dalla politica e acquista toni individualistici legati all'etica e all'arte del vivere. Dapprima, era stato epicureismo a conoscere una breve fase di diffusione, in particolare negli ambienti neoterici che praticavano una moderata fronda di opposizione ad Augusto, quali il circolo di Messalla Corvino. Successivamente, tuttavia, fu lo stoicismo ad imporsi, in particolare attraverso Seneca, come ideologia maggiormente adeguata al nuovo ceto dirigente, essendo basata sul rigore morale e sul senso del dovere, anziché sulla vita ritirata e sul distacco dalle cose pratiche, tipicamente epicureista.
Lo stoicismo intanto, s'interessava sempre più alle meditazioni religiose che nel mondo greco-romano s'intessevano con interessi magici, misterici. Contemporaneamente iniziava a diffondersi il Cristianesimo, a partire dai ceti più bassi e fra gli schiavi.
E proprio a questo periodo appartiene la cosiddetta scuola dei Sextii, di matrice filosofica. Fondata a Roma intorno all'anno 40 a.C. da Quinto Sextio, continuò col figlio, il medico Sextio Nigro, fino all'anno 19 d.C., quando fu chiusa a seguito del decreto dell'imperatore Tiberio che proibiva i riti stranieri. Appartenevano a questa sorta di setta, il letterato greco Crassicio Pasicle, il medico Aulo Cornelio Celso, il retore Papirio Fabiano e il filosofo neopitagorico Sozione.

### Retorica
Valerio Massimo nella sua opera erudita di carattere divulgativo e moraleggiante, Factorum et dictorum memorabilium libri IX, raccoglieva fatti e aneddoti ripresi da fonti diverse, enumerando novantacinque categorie di vizi e virtù, al loro interno suddivisi in romani e stranieri. La finalità dell'autore era quella di portare al lettore exempla (esempi) attraverso i comportamenti virtuosi dei grandi uomini del passato (compresi quelli negativi, da evitare), in modo che i retori, a cui questa opera sembra fosse indirizzata, potessero farne uso nei loro discorsi, per dare peso alle loro argomentazioni. L'opera di questo autore si propone anche di essere un'edificante e piacevole lettura per il lettore occasionale, non necessariamente colto nell'arte della retorica.

### Satira

Una scena di Fellini Satyricon con in primo piano, Trimalcione, il personaggio creato dall'autore latino Petronio Arbitro

Mentre il teatro latino conobbe un periodo di decadenza (l'unico autore teatrale di rilievo fu Seneca con le sue tragedie), altri generi (come la satira e la storiografia latina) attraversavano un periodo di splendore. La satira, genere che si prendeva gioco con il risum delle persone che si comportavano male, attraversò un periodo di grande splendore con grandi autori come Persio e Giovenale. Essi però, piuttosto che fare attacchi personali (cosa alquanto rischiosa, in quanto le persone prese di mira, essendo potenti, potevano vendicarsi), condannavano per lo più i vizi e non le persone, con lo scopo pedagogico di far capire al lettore di non seguire l'esempio delle persone viziate presenti nella satira.
Sotto Nerone, infatti, Persio recuperò l'asprezza della satira luciliana e in particolare riprese il moralismo diatribico (stoicismo - cinismo). Tuttavia Persio, rispetto a Lucilio, ci dà una satira originale soprattutto per la lingua con cui riesce a dare un difficile accostamento tra parola ed immagine. La lingua appare ordinaria e scabra. Ordinaria perché non ricerca stupefazioni stilistiche, scabra perché la iunctura acris produce una sonorità quasi fastidiosa. Il suo è un realismo esasperato che mette in luce solo gli aspetti peggiori della società in cui vive, tende per certi versi al surrealismo. I suoi accostamenti oscuri, le sue metafore complesse, i suoi passaggi dal generale al particolare, lo hanno reso uno degli autori più difficili della latinità. Egli per definire il suo stile si serve di una metafora chirurgica. A suo parere il poeta con la poesia deve radere, defigere, revellere, vale a dire "raschiare via e incidere per asportare", cercando di correggere, usando come arma la satira (ingenuo ludo), i suddetti "mores pallentes", ossia i costumi pallidi, che lui interpreta come malati e quindi corrotti.

### Storiografia

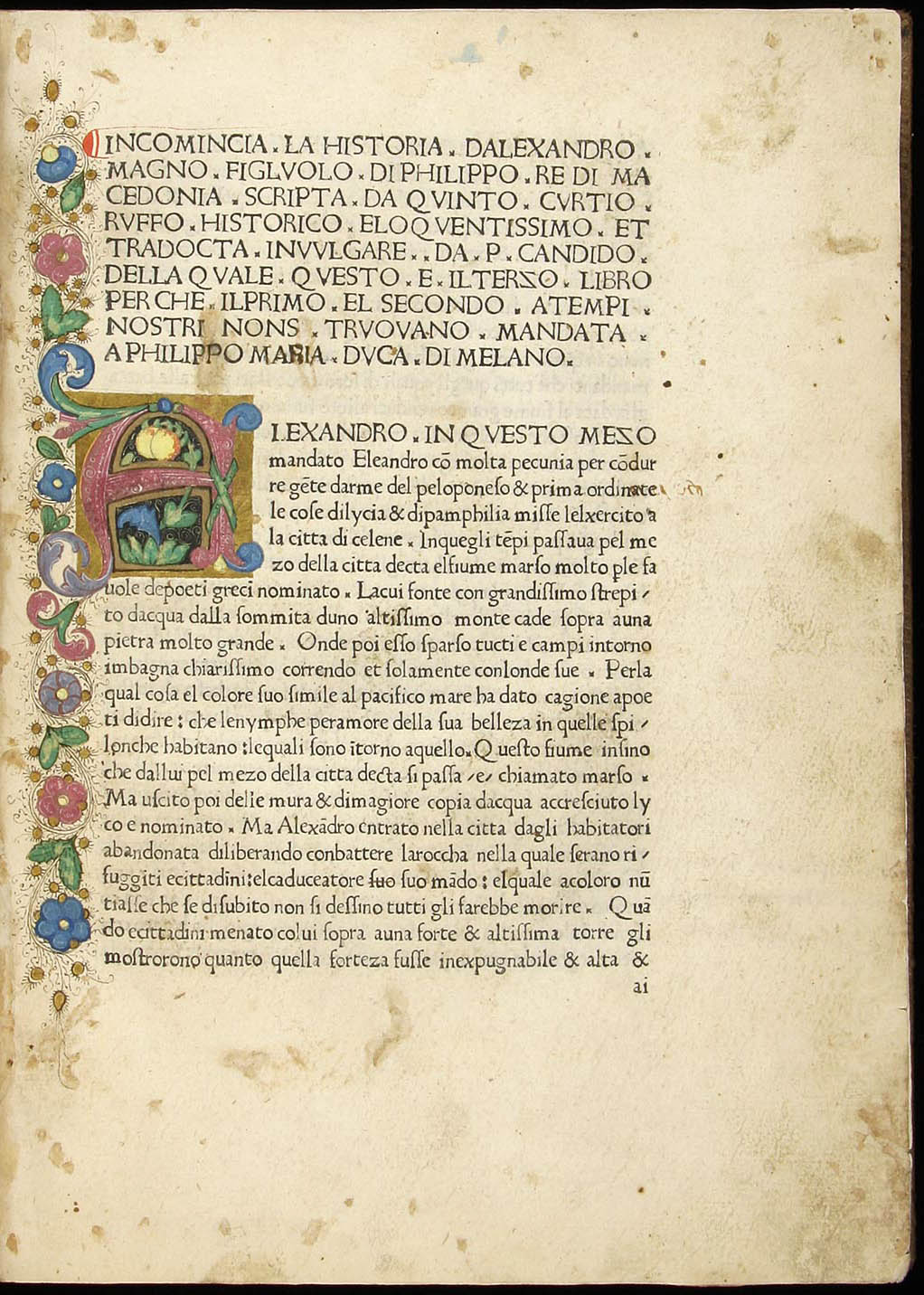
Una pagina delle Storie di Alessandro dello storico, Quinto Curzio Rufo.

La storiografia del periodo si divideva in coloro che contestavano il nuovo ordine imperiale, come Aulo Cremuzio Cordo, e che esprimevano il loro dissenso, esaltando il periodo repubblicano; e coloro che invece celebravano il nuovo governo sotto la dinastia giulio-claudia, tra questi vi era Quinto Curzio Rufo e Velleio Patercolo. Quest'ultimo, nel XX secolo, fu rivalutato come storico, dopo che per molto tempo era stato considerato come un adulatore, al servizio dell'imperatore Tiberio. In realtà, molti entusiasmi e molti riferimenti poco obiettivi sono da ascriversi al fatto che Patercolo era stato per molti anni militare sotto Tiberio, come suo comandante, e grazie allo stesso aveva ottenuto la pretura. Si è riconosciuta, inoltre, una humanitas non comune, evidente soprattutto nel modo di tratteggiare i personaggi.
Riguardo all'opera di Curzio Rufo, Historia Alexandri Magni regis Macedonum, possiamo dire che egli elogiava la monarchia macedone, sostenendo che la morte di Alessandro Magno ne aveva provocato la frantumazione dell'impero, che avrebbe potuto reggersi solo sotto il comando di una forte personalità. Contemporaneamente egli affermava che i Romani dovessero essere grati al nuovo princeps (probabilmente Claudio), per il fatto di tenere unito un impero tanto vasto come quello romano.

### Teatro
Le commedie e le tragedie del passato, se pur rappresentate, si trasformarono in occasioni sceniche grandiose, eseguite in teatri di enorme dimensione, ricche di effetti scenografici e macchine teatrali: incendi veri in scena, belve e ogni sorta di animali, coreografie composte da centinaia di persone, scene dipinte, schermi mobili, e, infine, la grande invenzione del teatro romano, il sipario.
In un tale contesto, è sicuramente controcorrente la scelta di un drammaturgo come Lucio Anneo Seneca di rinunciare alla rappresentazione, a affidarsi unicamente alla parola scritta. Le sue tragedie, adatte alla lettura in una piccola cerchia di ascoltatori, hanno un carattere oratorio, dove primeggiano i monologhi e le lunghe dissertazioni. Seneca si distinse per lo spostamento del nodo tragico, dalla tradizionale contrapposizione tra l'umanità e le norme divine, alla passione autenticamente sgorgata dal cuore umano.

### Trattati tecnico-scientifici
Come accade spesso quando vengono a mancare i grandi ideali e la cultura, in generale, viene sottomessa all'assolutismo monarchico, le discipline scientifiche e l'erudizione fiorirono enormemente come al tempo degli imperatori della dinastia giulio-claudia. Scienza e tecnica vengono utilizzate per migliorare le condizioni della vita del tempo, volte a promuovere il benessere dei cittadini romani.

## Principali autori del periodo

### Fedro
Il primo favolista latino, fu Fedro (15 a.C. circa-50 d.C.). Rappresentò una voce isolata della letteratura latina, rivestendo un ruolo poetico subalterno in quanto la favola non era considerata (analogamente ad oggi) un genere letterario "alto" anche se possedeva un carattere pedagogico e un fine morale. Fedro riconosce la propria dipendenza dall'opera di Esopo, dando tuttavia alle sue favole maggiore dignità letteraria, riscrivendole in versi senari. Le favole di Fedro hanno un doppio scopo: divertire il lettore, con scene di carattere comico, ma di suggerire anche "saggi consigli" per vivere.
Fedro era uno schiavo, nato in Tracia, poi condotto prigioniero a Roma, affrancato da Augusto, scrisse durante il regno di Tiberio favole in senari giambici molte delle quali verosimilmente sono andate perdute. 
Le favole di Fedro riprendono il modello di quelle di Esopo, ma con un diverso atteggiamento: Fedro non rappresenta un favolista del mondo contadino, ma di uno stato evoluto dove dominano l'avidità e la sopraffazione. Sebbene con le sue favole non si fosse proposto attacchi personali, Fedro tuttavia fu perseguitato da Seiano, il potente prefetto del pretorio di Tiberio. Nelle favole pessimiste di Fedro il prepotente trionfa sempre sul debole, il quale è invitato alla rassegnazione o, nella migliore delle ipotesi, a cercare un compromesso accettabile nei rapporti con il potere: 
(Fedro, Fabulae, III, prologus, vv.33-37)

### Lucano

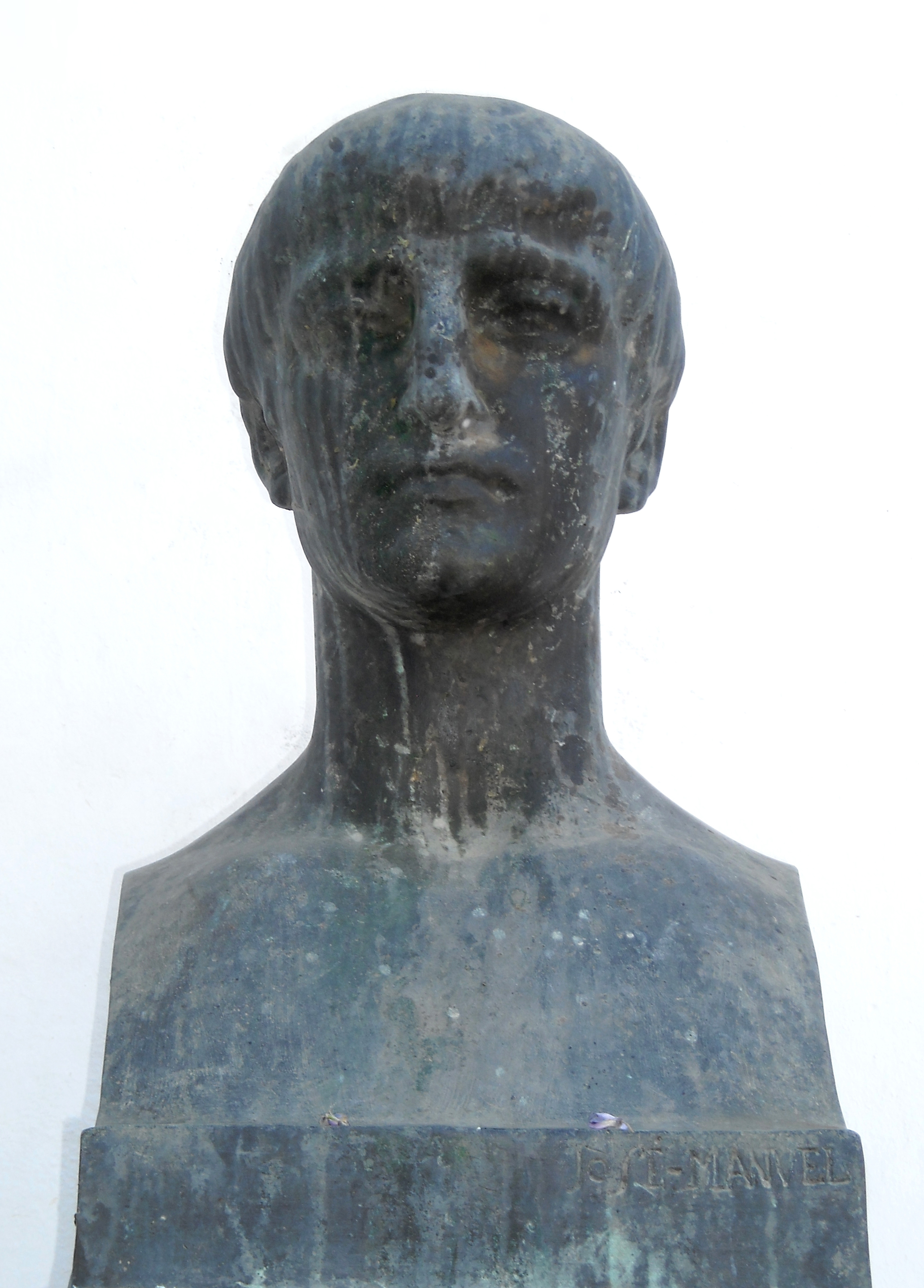
Busto di Marco Anneo Lucano

Marco Anneo Lucano (39–65), fu poeta e storico latino. Sulla vita di Lucano ci sono giunte principalmente tre biografie antiche: quella di Svetonio nel De poetis, quella attribuita a Vacca e quella più breve, anonima, nel codice Vossianus.
Nacque a Cordova nel 39 d.C. da Marco Anneo Mela, fratello di Seneca. Trasferitosi poco dopo a Roma nel 40, diventa allievo dello stoico Lucio Anneo Cornuto, nella cui scuole stringe amicizia con Aulo Persio Flacco. Entra a far parte della cerchia di amici intimi dell'imperatore Nerone, che gli concede di ricoprire la Questura prima dell'età minima prevista, entrando poi a far parte del collegio degli auguri. Nel 60 partecipa ai Neronia, i certamina poetici indetti da Nerone e, secondo alcune fonti, pubblica i primi tre libri della Pharsalia. Per motivi non del tutto chiari si genera una rottura tra Nerone e Lucano, tanto che quest'ultimo aderì infine alla congiura di Pisone. Tacito ci racconta che una volta scoperta la congiura, Lucano negò insieme ad altri due suoi compagni congiurati, Quinziano e Senecione, il proprio coinvolgimento nel complotto e solo davanti a una promessa di impunità il poeta denunciò addirittura la madre. Tuttavia, riporta Tacito che la madre Alicia dopo la denuncia non fu né condannata né assolta, ma semplicemente dissimulata, cioè non fu presa in considerazione. A Lucano, così come a molti altri, viene dato l'ordine di togliersi la vita. Egli morì nel 65 a soli 25 anni.
Ci sono giunte notizie e frammenti di molti suoi componimenti, andati perduti: i Saturnalia, 10 libri di Silvae, una tragedia Medea, il carme Orpheus, oltre ai poemetti giovanili Iliaca e Catachthonion. È invece pervenuto per intero il Bellum Civile o Pharsalia (Farsaglia) in 10 libri. Il numero e la varietà delle altre composizioni perdute di cui si ha notizia indicano un'eccezionale precocità artistica, unita a una notevole versatilità. Dai titoli delle opere perdute trapela l'adesione ai gusti neroniani: antichità troiane e poesia di intrattenimento, ricca di spunti occasionali e raffinata nella fattura. L'opera principale rimasta, il poema epico in esametri Pharsalia (noto anche con il titolo Bellum Civile), rimase incompiuto a causa della morte prematura dell'autore. Argomento dell'opera è la guerra civile che oppose Cesare a Pompeo e che ebbe nella battaglia di Farsalo il suo punto culminante, raccontato da Lucano nel VII libro.
L'opera è però atipica sin dalla scelta del tema, poiché tutti i poeti latini che si erano occupati di vicende storiche lo avevano fatto con l'intento di celebrare Roma e la sua grandezza, come avevano fatto in passato Nevio, Ennio e Virgilio. Lucano, al contrario, presenta la guerra civile come un evento funesto che innescò la decadenza della Roma repubblicana. La condanna di Lucano risulta violenta. Non si trattò di una normale guerra, ma di un conflitto plus quam civile, fratricida, poiché Pompeo e Cesare erano stati legati da vincoli di parentela. Nonostante la critica alla forma di governo instauratasi con il principato, Lucano nel primo libro inserisce un elogio a Nerone, con li quale il poeta ebbe, almeno fino al 60, ottimi rapporti.

### Persio Flacco

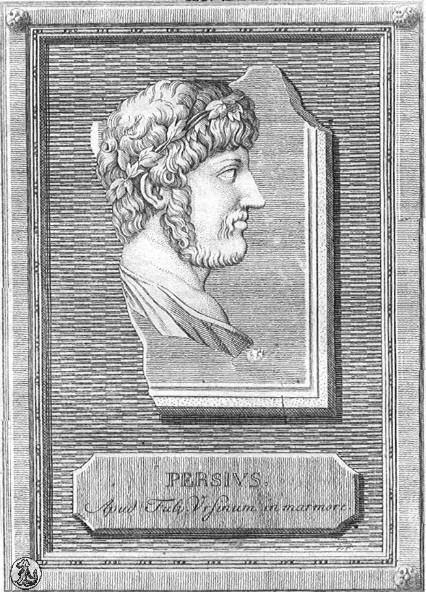
Ritratto immaginario di Aulo Persio Flacco

Aulo Persio Flacco (34–62 d.C.), fu un poeta satirico romano di età imperiale aderente allo stoicismo. Nacque a Volterra (in Etruria), da una famiglia piuttosto agiata, appartenente all'ordine equestre. All'età di dodici anni si trasferì a Roma per seguire le lezioni di celebri maestri tra cui Quinto Remmio Palemone. Dopo soli quattro anni divenne allievo del filosofo stoico Lucio Anneo Cornuto a cui si deve non solo l'impronta stoica nella futura formazione di Persio, ma anche l'occasione di conoscere intellettuali come Lucano, Seneca, Trasea Peto e Cesio Basso, che ne influenzarono notevolmente la sua personalità sotto molti aspetti della cultura del tempo. Dal carattere piuttosto sensibile e riservato, con una buona dose di forte rigore morale, si dedicò completamente ai suoi studi. Morì nel 62 presso una sua villa nei pressi di La Spezia, ancora giovane, all'età di ventotto anni. La sua opera fu, dopo la sua morte, rivista da Cesio Basso e Lucio Anneo Cornuto, prima della pubblicazione; molte parti, ritenute pericolose a causa del carattere fortemente polemico verso la politica neroniana, furono di conseguenza eliminate.
Del suo ampio corpus di opere poco ci è giunto. Scrisse sei satire su vari argomenti tra cui la vera religione, il conosci te stesso, ripresa dal greco Γνῶϑι σεαυτόν, l'avarizia, la libertà del sapiente, la funzione della poesia, la presunzione dei potenti. L'autore sosteneva che il suo intento fosse quello di educare moralmente i suoi lettori, polemizzando aspramente contro le mode letterarie del tempo, volte esclusivamente al piacere e intrattenimento.

### Petronio Arbitro

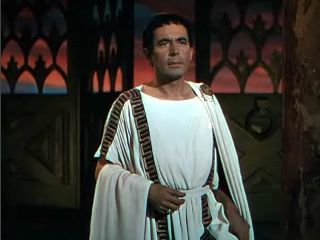
Leo Genn interpreta Petronio nel film Quo vadis del 1951.

Gaio Petronio Arbitro (27–66), fu cortigiano, scrittore e politico romano. Conosciuto anche come arbiter elegantiae ("arbitro d'eleganza") alla corte di Nerone, definizione tratta dalla descrizione che ne fa Tacito.
Il capolavoro di Petronio (nonché unica opera giunta a noi) è il Satyricon, scritto durante l'impero di Nerone. Egli scrisse quest'opera proprio per denunciare e satireggiare i comportamenti lussuriosi e completamente sfrenati degli arricchiti di Roma, ormai senza più grazie, pudore e senso civico. Oltre ad essere un romanzo, è anche la parodia delle storielle greche d'avventura, ossia quella dei due giovani amanti (dello stesso sesso oppure anche maschio e femmina) che subiscono una girandola di peripezie dopo una loro separazione per potersi riunire, al termine della storia.

### Seneca
(Seneca, De ira, V, 15)

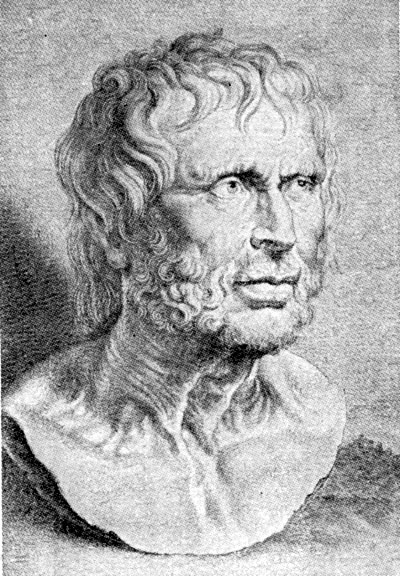
Lucio Anneo Seneca ritratto da Rubens

Il difficile rapporto tra i filosofi e il potere imperiale, il declino della libera vita politica, costringono Seneca a continui compromessi tra il rigore morale dello stoicismo e la mediazione politica.
Nel 55-56, Lucio Anneo Seneca invita Nerone con la sua opera " De clementia " ad assumere ruolo del monarca filantropo formatosi all'insegnamento della filosofia, ma appena cinque anni dopo, nel " De otio ", ha rinunciato a questo progetto e di fronte al dispotismo dell'imperatore, mette da parte ogni tentativo di educazione filosofica e si rifugia nell'azione del saggio nella vita sociale, senza più illudersi di creare uno stato esemplare guidato dai filosofi.
Dallo stoicismo Seneca riprende i temi della razionalità universale che è nella natura e in Dio, della felicità del saggio che segue la ragione, del cosmopolitismo che affratella gli uomini e infine del saggio autosufficiente e libero.
Ma tra il saggio e la moltitudine degli stolti c'è un abisso che rende difficile ogni progresso della vita civile e morale. Da questa concezione pessimistica si salva solo il ruolo della filosofia come ultima salvezza. La filosofia come pedagogia dell'uomo a se stesso incentrata su i nobili ideali della libertà interiore che dà felicità e come educazione del genere umano, a cui Seneca si rivolge con le sue epistole filosofiche.
Ritorna il tema del dialogo platonico del colloquio del filosofo con se stesso e con gli altri.
Tra i vari temi trattati, pur con le inevitabili oscillazioni del suo pensiero non sistematico, emergono quelli dedicati alla felicità, al dolore, alla vecchiaia, alla morte ed in particolare quello dedicato alla schiavitù che egli ritiene sia una istituzione priva di ogni base giuridica, naturale e razionale. Per questo gli schiavi vanno trattati come tutti gli altri esseri umani. Ma in fondo la vera schiavitù è quella che assoggetta gli uomini alle passioni e ai vizi. Tutti noi siamo schiavi spiritualmente e solo la filosofia può liberarci.
Così anche per le differenze sociali: " Che significa cavaliere, liberto, schiavo. Sono parole nate dall'ingiustizia. Da ogni angolo della terra è lecito slanciarsi verso il cielo. " (Epistole, 31).
Il suicidio infine è l'ultima scelta libera quando i contrasti tra la libertà del filosofo e l'irrazionalità della vita siano insanabili.

### Velleio Patercolo
Marco Velleio Patercolo, militare di carriera, fu uno storico romano che visse dal 19 a.C. a dopo l'anno 30. Scrisse le Historiae Romanae, che è un riassunto di storia romana dalla fondazione della città all'anno 30. È tuttora una fonte preziosa sui regni di Augusto e Tiberio. Rappresenta il tipo adulatorio di storia condannato da Tacito che ignora Velleio alla pari delle autorità del tempo.
Nel 30, pubblicò la sua Storia romana (Historiae Romanae ad M. Vinicium consulem libri duo) dedicata al Marco Vinicio console in quell'anno. Velleio conosceva bene Vinicio anche perché, con il grado di tribunus militum, nell'anno 1 aveva operato agli ordini di suo padre Publio Vinicio in Macedonia in Tracia e in una missione diplomatica presso i Parti. La nomina di Vinicio a console dovette essere piuttosto repentina o inaspettata e quindi Velleio fu probabilmente costretto a pubblicare la sua opera con dedica scritta ancora in modo sbrigativo e mancante di molti particolari. Lo stesso Velleio ci informa che il suo lavoro sarebbe continuato in modo più approfondito, ma questa revisione o non è stata pubblicata o non si è conservata.

### Altri autori minori

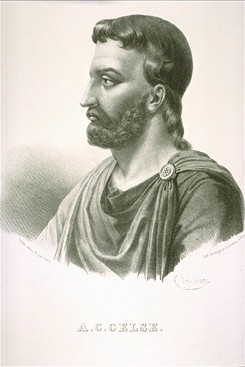
Aulo Cornelio Celso ritratto immaginario.

- Marco Manilio (I secolo a.C. - I secolo d.C.), astrologo e poeta. Autore di un poema didascalico, gli Astronomica. Sulle sue origini si possono soltanto avanzare delle ipotesi, la più accreditata è quella di origini orientali, dove l'astronomia godeva di grande importanza. È comunque sicuro che visse sotto gli imperatori Ottaviano Augusto (nel libro I degli Astronomica è ricordata la Battaglia di Teutoburgo) e Tiberio. L'opera, che tratta di astronomia e astrologia, ha come modello strutturale il De rerum natura di Lucrezio, ma è impregnata di filosofia stoica.
- Lucio Anneo Seneca il Vecchio (60 a.C. circa - 40 d.C.), scrittore romano originario di Cordova in Spagna e padre di Lucio Anneo Seneca, il filosofo alla corte di Nerone. La sua opera principale, in undici libri (dieci di controversiae ed una di suasoriae), fu Oratorum et rhetorum sententiae, divisiones, colores, cioè "Le tesi sostenute nelle opere degli oratori e dei retori, la distribuzione della materia, il colorito e lo stile dell'esposizione". Si tratta di lezioni di eloquenza e di retorica, che forniscono un quadro preciso della formazione culturale di uno studente del tempo. L'opera di Seneca ha più che altro un valore documentaristico, piuttosto che pregi o originalità letteraria. Contiene elementi di moralismo pessimistico e di rimpianto per la libertà perduta.[16]
- Claudio (10 a.C. – 54 d.C.) fu, prima ancora che imperatore romano, letterato. Egli scrisse moltissimo durante l'intera sua vita. Arnaldo Momigliano[17] sosteneva che durante il principato di Tiberio, che fu per Claudio l'apice dei suoi componimenti letterari, era impopolare parlare di repubblica romana. La tendenza tra i giovani storici era di scrivere sia del nuovo corso imperiale oppure riguardo a oscuri soggetti antiquari di mera erudizione. Claudio scrisse di entrambi gli argomenti. Oltre a scrivere sul principato di Augusto, il suo maggior lavoro riguardò una "Storia degli Etruschi", oltre ad otto volumi sulla "Storia di Cartagine", come pure un dizionario sulla lingua etrusca, oltre ad un libro sul gioco dei dadi. Propose poi una riforma dell'alfabeto latino, aggiungendo tre nuove lettere, due delle quali avevano la funzione delle lettere moderne W e Y. Scrisse poi un volume autobiografico che Svetonio descrive come privo di gusto.[18] Nessuno di questi scritti sopravvisse. Svetonio utilizzò certamente parti dell'autobiografia di Claudio per descrivere questo imperatore nelle sue "Vite dei dodici cesari". Anche Tacito utilizzò gli scritti di Claudio, riguardo alle innovazioni ortografiche e probabilmente riguardo ad alcune citazioni colte nei suoi Annales.[19]
- Aulo Cornelio Celso (25 a.C. – 50 d.C.), medico e enciclopedista. Visse probabilmente nel settantennio comprendente l'impero di Augusto e di Tiberio, secondo Plinio. Non fu medico di professione, ma lo stesso affermò di aver sperimentato tecniche mediche e chirurgiche. Seguì probabilmente, nell'età giovanile, la scuola dei Sextii, che predicava l'astensione dalla vita pubblica e dalla politica. Profondo conoscitore di Ippocrate ebbe sicuramente contatti con la medicina alessandrina e con alcuni medici greci trasferiti a Roma. Fu autore del De medicina, che è considerato il primo trattato completo di medicina in latino.[20] Egli divide la scienza medica in tre filoni principali: dietetica, farmacologia e chirurgia. Espone le sue conoscenze di semeiotica e igiene (libri I), dietetica (libro II), medicina interna (libro III e IV), farmacologia (libro V e VI) e chirurgia (libro VII e VIII). Nel testo compaiono numerosi esempi di sintomi, terapie e casi clinici che, sebbene non dimostrino una sua sicura appartenenza alla professione medica, sono prova della sua conoscenza profonda dei testi greci e della sua frequentazione dei valetudinaria (ospedali).[21]
- Aulo Cremuzio Cordo (morto nel 25 d.C.), fu uno storico. Fu sicuramente una delle figure di spicco della storiografia romana del dissenso, tesa ad esaltare il tramontato regime repubblicano contro il nuovo ordine imperiale retto dalla dinastia Giulio-Claudia. Cremuzio, di estrazione senatoria, fu autore di Annales, una storia degli avvenimenti recenti di Roma impostata sulla tradizionale narrazione anno per anno, in cui pianse le guerre civili e con cui bandì in eterno i proscrittori.[4] Entrato in contrasto con il prefetto al pretorio Elio Seiano, fu accusato da due clienti dello stesso, Satrio Secondo e Pinario Natta, di crimen maiestatis.[22] Avendo capito che sarebbe stato condannato preferì lasciarsi morire di fame.[23] Il Senato decretò che tutti i libri con la sua opera fossero bruciati dagli Edili. In seguito i suoi Annales furono ripubblicati[24] durante il regno di Caligola.[25] Oggi della sua opera ci rimangono solo pochi frammenti.
- Quinto Curzio Rufo (I secolo), storico romano di età imperiale. Della sua vita si conosce veramente poco, tanto che Edward Gibbon ipotizza che sia vissuto al tempo di Gordiano III (prima metà del III secolo d.C.), mentre altri ancora si spingono fino a Costantino I,[26] ipotesi quest'ultima che ha effettivamente dei fondamenti.[27] Fu l'autore delle celebri Historia Alexandri Magni regis Macedonum (Storie di Alessandro Magno re dei Macedoni), divise in dieci libri, giunte mutile nei primi due.
- Germanico Giulio Cesare (15 a.C. – 19 d.C.), erede designato da parte di Tiberio, fu militare e poeta. Scrisse anche in prosa e in versi: di lui ci restano 725 esametri di una libera versione in latino del I libro del poema greco sull'astronomia, Phainomena (I fenomeni), e cinque frammenti di una versione del poema Diosemeia (I segni del tempo), entrambi di Arato. I fenomeni sono dedicati a Tiberio, chiamato imperatore e genitor, padre adottivo, e pertanto dovrebbero essere stati composti tra il 14, anno della morte di Augusto, e il 19. Di modesta fattura, la versione interessa per una certa emozione che Germanico vi mostra per i fenomeni celesti e, insieme, per un suo non celato scetticismo nei confronti dei culti religiosi che a quei fenomeni si accompagnano.
- Papirio Fabiano (prima metà del I secolo), retorico e filosofo. Faceva parte della gens Papiria, al tempo di Tiberio e Caligola, nella prima metà del I secolo. Era pupillo di Arellio Fusco e di Blando nella retorica, e di Sextio nella filosofia. Nonostante fosse molto più giovane dei due, insegnò ad Albuzio Sila l'eleoquenza.[28] Lo stile retorico di Fabiano fu descritto da Seneca il Vecchio,[28] e venne spesso citato nel terzo libro del Controversiae e nel Suasoriae. Il suo primo modello di retorica fu il maestro Arellio Fusco, ma in seguito utilizzò uno stile meno ornato.
- Pomponio Mela (I secolo d.C.), fu un geografo. Poco si sa di lui che, con ogni probabilità, nacque nella Hispania Baetica e che visse probabilmente al tempo dell'imperatore Claudio. Dei suoi scritti possediamo la più antica opera geografica conservata di letteratura latina. Si trattava della De Chorographia. L'opera definisce quali fossero i confini della terra, descrivendone i luoghi più remoti, prendendo come punto di riferimento il Mediterraneo e partendo da Gibilterra, in particolare descrivendo le località lungo le coste, più sommariamente i territori interni. L'opera presenta uno stile caratterizzato da sintesi, tanto da far ritenere che potesse essere utilizzato come compendio per le scuole o per il grande pubblico, in una sorta di "guida da viaggio". Tra le fonti vanno annoverate le opere di Strabone, Posidonio, Eratostene e Erodoto. Sono, inoltre, inserite alcune digressioni di carattere storico, letterario e etnografico per spezzare l'arido tecnicismo della materia.
- Masurio Sabino 15 a.C. circa – ...) fu un giureconsulto romano, uno dei più importanti della storia del diritto romano. Visse sotto il principato di Augusto, Tiberio (quest'ultimo nel 22 d.C. gli concesse la dignità equestre e lo ius respondendi), morendo sotto Nerone. La fama di Sabino è legata soprattutto al suo "trattato di diritto civile" (Libri tres iuris civilis), che divenne il testo base della sua scuola di pensiero. Scrisse anche altre opere giusprivatistiche, fra cui una raccolta di responsi (Responsa) e un piccolo numero di libri edittali (Ad edictum prætoris urbanis). Si ricordano anche i Memoralia, i Fasti e i Commentarii de indigenis, che illustrano antiche consuetudini e cerimonie, collegi sacerdotali, riti e trionfi militari.
- Valerio Massimo (I secolo a.C.-post 31 d.C.), fu uno storico romano. Poco conosciamo della sua vita. Sappiamo che proveniva da una famiglia povera di Roma. Al tempo dell'imperatore Tiberio raggiunse l'apice della notorietà, proprio quando fornì il massimo della sua produzione letteraria, soprattutto dopo la caduta del prefetto del pretorio Seiano. Dopo aver accompagnato nel suo proconsolato in Asia il suo protettore Sesto Pompeo, Valerio Massimo scrisse un manuale di esempi retorico-morali: Factorum et dictorum memorabilium libri IX (31).
- Tito Calpurnio Siculo (I secolo), poeta autore di egloghe;
- Gaio Svetonio Paolino (I secolo), generale e storico;
- Lucio Giunio Moderato Columella (4–70), ufficiale militare e agronomo;
- Quinto Asconio Pediano (9 a.C. – 76 d.C.), storico e grammatico;
- Lucillio (I secolo), poeta;
- Clutorio Prisco (... – 21), poeta.